# Comandă de achiziție

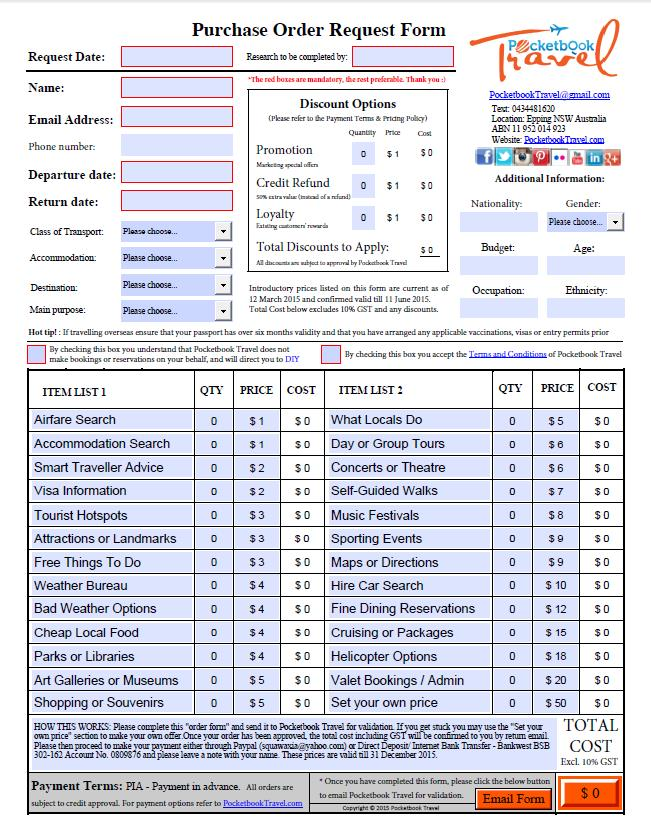
Un exemplu de solicitare de comandă de la un agent de turism.

Comanda de achiziție, adesea abreviată PO (din engleză purchase order), este un document comercial emis de un cumpărător către un vânzător, care indică tipurile, cantitățile și prețurile convenite pentru produsele sau serviciile solicitate. Acest document este folosit pentru a gestiona achiziția de produse și servicii de la furnizori externi. Emiterea comenzii de achiziție reprezintă de obicei prima etapă în fluxul de la achiziție la plată (procure-to-pay) în cadrul sistemelor de planificare a resurselor întreprinderii (ERP). 
Emiterea unei comenzi de achiziție nu constituie, în sine, un contract. În absența unui contract anterior, contractul se consideră format doar în momentul acceptării comenzii de către vânzător.

## Prezentare generală
Companiile utilizează comenzi de achiziție din mai multe motive. Acestea permit cumpărătorului să comunice clar și explicit vânzătorului intenția de achiziție, precum și detaliile comenzii. Ele sunt folosite de agenții de vânzări pentru a gestiona articolele comandate și comenzile în așteptare. În cazul în care cumpărătorul refuză plata pentru bunuri sau servicii, vânzătorul se poate baza pe existența comenzii de achiziție ca dovadă a vânzării și ca formă de protecție juridică.
Utilizarea comenzilor de achiziție contribuie la standardizarea și eficientizarea procesului de achiziții. Unele instituții financiare pot oferi sprijin financiar vânzătorilor pe baza comenzilor de achiziție emise de clienți.
Comenzile de achiziție pot avea mai multe scopuri: aprovizionarea cu materiale, achiziționarea de servicii, răspunsul la cererile clienților folosind resurse externe, sau aprovizionarea între departamente sau unități ale aceleiași companii (de exemplu, transferuri între depozite aflate la distanță). De asemenea, comenzile permit optimizarea negocierilor, maximizarea capacității de transport, gestionarea comenzilor punctuale și eficientizarea generală a achizițiilor.

## Aspecte juridice
De regulă, o comandă de achiziție nu este redactată sub forma unui contract complet. Majoritatea comenzilor conțin doar lista produselor sau serviciilor dorite, prețurile, condițiile de plată și instrucțiunile de livrare. Cu toate acestea, din punct de vedere legal, comenzile de achiziție pot avea valoare contractuală.
Este frecvent ca, odată cu acceptarea comenzii, vânzătorul să atașeze și documente juridice suplimentare, precum condiții de vânzare, care definesc în mod clar termenii contractuali.
Majoritatea comenzilor sunt transmise electronic, prin internet, nu pe hârtie. Comenzile electronice sunt frecvent utilizate pentru achiziționarea online a produselor și serviciilor. Unele companii continuă să utilizeze formate tipărite, tratate ca documente de afaceri oficiale. Formatul trebuie să fie clar și să includă detalii esențiale despre achiziție, contribuind la ușurarea procesului și la crearea unei impresii profesionale.

## Solicitarea comenzii de achiziție
O cerere de comandă de achiziție este un document intern utilizat pentru a solicita bunuri sau servicii, inclusiv produse din stoc. Documentul este adresat departamentului de achiziții sau superiorului ierarhic și conține informații clare despre produs, cantitate, furnizor și costuri estimate.
Formularul de solicitare a comenzii este completat înainte de efectuarea achiziției și este utilizat frecvent de IMM-urile care nu dispun de un sistem informatic avansat.
Unele sisteme afișează și bugetul anual alocat și soldul rămas, pentru ca solicitantul să conștientizeze disponibilitatea fondurilor. Aceste funcționalități asigură că achizițiile sunt aprobate de superiori, iar fondurile sunt disponibile și corect utilizate.

## Finanțarea comenzilor de achiziție
Termenul „finanțarea comenzilor de achiziție” (în engleză purchase order finance sau PO finance) desemnează un tip de finanțare prin care un cumpărător primește sprijin financiar din partea unei terțe părți pentru a plăti în avans costul bunurilor (și uneori al serviciilor). Această finanțare poate lua forma unui împrumut sau a unui acord de cumpărare, în funcție de structura tranzacției. Numărul companiilor care oferă servicii de finanțare a comenzilor este redus, întrucât piața este mică, de nișă și puțin vizibilă publicului larg. De multe ori, aceste firme colaborează cu societăți de factoring sau de finanțare a creanțelor pentru a oferi un pachet complet de finanțare.
Un scenariu tipic implică o companie client care vinde către un cumpărător mare și achiziționează produse de la un furnizor din Asia, America de Sud sau Europa. De exemplu, compania client cumpără bunuri de la furnizur cu 500 per unitate și le revinde către cumpărător cu 600 per unitate. În acest caz, compania de finanțare intervine și plătește furnizorului suma de 500/unitate. Bunurile sunt livrate mai întâi către compania client și apoi către cumpărător. După un număr de zile, cumpărătorul plătește direct firma de finanțare suma de 600/unitate. Firma de finanțare își deduce suma avansată, iar restul este transferat către compania client.